# Корупційний скандал із компанією «Siemens» в Греції

Костас Караманліс поруч із бордом спонсора компанії Siemens, напис: «Siemens пишається бути спонсором Нової Демократії на виборах до Європарламенту 2009»

Політичний скандал щодо корумпованості та хабарництва вибухнув у 2008 році, коли були викриті подробиці співробітництва Siemens та уряду Греції на чолі з прем'єр-міністром Костасом Сімітісом в період підготовки до Літніх Олімпійських ігор 2004 в Афінах.
Підкуп чиновників був необхідним компанії для того, щоб безперешкодно отримувати державні контракти на виконання робіт, пов'язаних з переведенням телефонної мережі OTE на цифровий формат, створення систем комунікації для грецької армії, а також забезпечення систем спостереження для Олімпійських ігор 2004 року.
Загальна сума хабарів, які отримали урядовці, представники правлячої партії ПАСОК, опозиційної Нової Демократії та навіть кілька представників «малих» партій SYRIZA та LAOS, оцінюється в 100 млн. євро. При цьому претензії до Siemens у світовому масштабі становлять 1,3 млрд євро.

## Слідство
Обвинувачення були висунені 27 серпня 2008 року не проти конкретної особи, а, як дозволяє грецьке законодавство, проти усіх відповідальних осіб. Головним фігурантом у судовій справі з боку компанії Siemens виступав тодішній її генеральний директор Міхаліс Христофоракіс, який втік до Німеччини, як тільки кримінальна справа була відкрита, щоб уникнути екстрадиції в Грецію німецького підданого.
Розслідування справи парламентським комітетом триватило до 30 вересня 2010 року. Спікер Грецького парламенту Філіппос Пецальнікос повідомив, що представники мали намір відвідати Німеччину і вже там допитати окрім Міхаліса Христофоракіса колишніх очільників головного управління компанії Siemens Рейнхарда Секачека та Міхаеля Кученройтера. Судовий процес над ними також у справі хабарництва завершився наприкінці квітня 2010 року, обидва топ-менеджери Siemens визнані винними. Одночасно лідер партії LAOS Георгіос Каратзаферіс, відомий провокаційними зверненнями та інтерв'ю для ЗМІ, оголосив про намір LAOS припинити участь у роботі парламентської слідчої групи, оскільки деякі його члени намагаються приховати певні факти. У відповідь речник кабміну Греції виступив із заявою про недопустимість витоку слідчої інформації та запевнив у ретельному розгляді усіх матеріалів.
4 жовтня 2010 року голова слідчого комітету Сіфіс Валіракіс закликав парламент Греції вимагати від компанії Siemens сплати компенсації у розмірі 2 мільярдів євро.

### Свідки у справі
Судовий розгляд справи розпочався на початку 2010 року. Основні свідки у справі Siemens в Греції:
- 22 лютого 2010 свідчив колишній голова ОТЕ Дімітріс Папуліас[9]
- 1 березня — управляючий ОТЕ Панаїс Вурлуміс[10]
- 4 березня — окружний прокурор Панайотіс Атанасіу і слідчий Нікос Загоріанос[11]
- 20 квітня — генеральний директор відділення Siemens в Греції Панайотіс Ксініс.
- 21 квітня — колишній міністр Янніс Кефалоянніс[12]
- 22 квітня — секретар Міхаліса Христофоракіса Катерина Цакалу[13]
- 26 квітня — колишній заступник міністра внутрішніх справ і громадського порядку Христос Маркояннакіс[14]
- 29 квітня — депутат Грецького парламенту від партії ПАСОК Костас Карталіс і адвокат Олександр Лікурезос[15]
- 13 травня — колишній міністр Йоргос Вулгаракіс[16] і колишній голова і виконавчий директор Vodafone Greece Йоргос Короніас[17]
- 18 травня — депутат Грецького парламенту від партії ПАСОК Костас Гітонас і колишній виконавчий директор партії Нова Демократія Костас Сімефорідіс[18]
- 20 травня — колишній керівник стратегічного планування, розвитку та майна Організації грецьких залізниць Євстафій Цегос, колишній генеральний директор Організації грецьких залізниць Панайотіс Кумантос[19]
- 26 травня — колишній міністр Тасос Ментеліс і його довірена особа, бізнесмен Йоргос Цуграніс.
- 2 червня — підприємець Маріос Кацикас[20]
- 3 червня — менеджер економічного відділу підрозділу Siemens в Греції Рудольф Фішер, вдруге — секретар Міхаліса Христофоракіса Катерина Цакалу[21].
- 11 червня — голова та керуючий директор групи корпоративних комунікацій Siemens Йоргос Флессас[22].
- 13 і 23 червня — колишній генеральний директор OSE Костас Яннакос[23]
- 13 липня — колишні керівники Організації сприяння розвитку грецької культури Стаматіс Мауру і Майкл Сіопсіс, відповідальний за вибір підрядника Дімітріс Ліберопулос, колишній генеральний секретар Міністерства культури Христос Захопулос[24]
- 14 липня — колишній міністр транспорту і комунікацій Христос Вереліс[24].
- 15 липня — колишній міністр транспорту Міхаліс Ліапіс[25].
- 26 серпні — колишній міністр фінансів Нікос Христодулакіс та інженер Пантеліс Каракостас[26].
- 1 вересня — колишній міністр оборони Акіс Цохатзопулос і Павлос Ніколаїдіс[27].
- 2 вересня — бізнесмен Сократ Коккаліс і колишній міністр оборони Спіліос Спіліотопулос[28].
- 7 вересня — інженер Пантеліс Каракостас[29]
- 9 вересня — депутат від партії «Нова Демократія» Панос Камменос[30]
- 14 вересня — колишній депутат Теодорос Цукатос[31]
- 15 вересня — колишній міністр закордонних справ Дора Бакоянні[32].
- 26 жовтня — колишній менеджер Siemens AG Рейнхард Секачек зізнався у факті передачі хабаря державним посадовцям Греції, втім конкретних імен він начебто не знав[33][34].
- 27 жовтня — генеральний директор представництва Siemens в Греції Міхаліс Христофоракіс[34].

### Підозрювані
25 червня 2010 року оприлюднений перелік з 10 імен політиків, які в минулому обіймали пости міністрів і підозрюються у справі з компанією Siemens. Представники обох партій ПАСОК і Нової Демократії Панайотіс Рігас і Константінос Тзаварас підкреслили, що цей перелік не є обвинуваченням у зв'язку із німецькою компанією, а представник Компартії Греції Танасіс Пафіліс зробив заяву, що критеріями відбору вважалась діяльність осіб в області телекомунікації та Мінфіну. Названі імена:
| - Акіс Цохадзопулос - Янніс Папандоніу - Нікос Христодулакіс - Христос Маркояннакіс - Вірон Полідорос | - Анастасій Мандела - Христос Вереліс - Міхаліс Ліапіс - Георгіос Алогоскуйфіс - Георгіос Вулгаракіс |

## Підсумки справи
В ході розслідування справи колишній міністр транспорту Греції Тасос Ментеліс зізнався у тому, що прийняв хабар у розмірі 100 тисяч євро від компанії Siemens. Також грецька сторона домоглась у Німеччини видачі колишнього керівника концерну Siemens в Греції Міхаліса Христофоракіса.
24 січня 2011 року в Грецький парламент подано остаточний висновок слідчої комісії у справі. Основа увага суспільства була прикута до її рекомендацій щодо кримінальної відповідальності підозрюваних екс-міністрів. 25 січня стало відомо, що комісія рекомендувала притягнути до кримінальної відповідальності 14 екс-міністрів.
Також прем'єр-міністр Греції Йоргос Папандреу скликав термінову нараду із міністром юстиції Харісом Кастанідісом, міністром економіки і конкурентоспроможності Міхалісом Хрисохоїдісом, міністром фінансів Йоргосом Папаконстантіну і державним міністром Харісом Памбукісом. Він поставив перед ними завдання вжити усіх можливих заходів, аби якнайшвидше винести остаточне рішення у справі, приєднатись до багатонаціонального позову проти компанії Siemens та висунути вимоги компенсацій Греції за шкоду, заподіяну економіці держави (наприкінці 2008 року концерну вже винесено судове рішення виплатити близько 1 млрд євро компенсацій уряду США та Німеччині).